# Wayne Rainey
Wayne Rainey, punim imenom Wayne Wesley Rainey (Downey, okrug Los Angeles, Kalifornija, SAD, 23. listopada 1960.), bivši američki vozač motociklističkih utrka. 

## Životopis i karijera
Wayne Rainey je rođen 23. listopada 1960. godine u Downeyu u američkoj saveznoj državi Kalifornija. Njegov otac Sandy je bio vozač kartinga. Prvi susret s motociklima Wayne je imao u dobi od šest godina, te se kroz mladost bavio tzv. "dirt track" utrkama, te se potom u dobi od 16 godina mogao natjecati na nacionalnom prvenstvu. U A.M.A. Grand National Championship ulazi s 18 godina, postiže zpažene rezultate, ali nikad nije pobijedio u utrci. 
 
1981. godine, u dobi od 21 godine,  se počinje baviti i cestovnim motociklizmom, te je vozio motocikl Kawasaki u klasi 250 Grand Prix. Sa zapaženim rezultatima 1982. godine prelazi u AMA Superbike prvenstvo u tvorničku momčad Kawasakija, koju je predvodio njegov bivši rival iz "dirt track" utrka - Eddie Lawson. U ovoj sezoni Lawson postaje prvak i potom prelazi u Svjetsko prvenstvo 500cc, a Rainey osvaja jednu pobjedu (na stazi u Loudonu) i ukupno šest postolja, završivši prvenstvo trećeplasirani. 1983. godine, kao predvodnik Kawasakija,  Wayne Rainey osvaja AMA Superbike prvenstvo, osvojivši šest utrka, no po završetku sezone Kawasaki se povlači iz AMA prvenstava. Stoga Wane Rainey 1984. godine nastupa u Svjetsko prvenstvo 250cc, u momčadi Marlboro Team Roberts i motocikl Yamaha YZR250. Osvojio je jedno postolje i zauzeo osmo mjesto u prvenstvu. Nezadovoljan rezultatima u Svjetskom prvenstvu, vraća se u SAD, te pristupa momčadi Maclean Racing team, koja koristi Hondine motocikle, te za njih u sezoni 1985. vozi u AMA prvenstvima u klasama Formula 1 (8. mjesto, 2 pobjede) i 250 Grand Prix (3. mjesto, 5 pobjeda). 
 
1986. godine prelazi u momčad American Honda s Hondinom tvorničkom podrškom. U AMA Formula 1 osvaja četvrto mjesto uz jednu pobjedu, dok u AMA Superbike prvenstvu osvaja 6 pobjeda od devet prvenstvenih utrka, ali prvenstvo završava drugoplasirani iza momčadskog kolege Freda Merkela. 1987. godine po drugi put osvaja AMA Superbike prvenstvo, pobijedivši na tri utrke, među kojima je i poznata utrka "Daytona 200". U ovoj sezoni je također početak njegovog dugogodišnjeg rivalstva s Kevinom Schwantzom, koji je prvenstvo završio drugoplasirani. 
  
1988. godine Wayne Rainey prelazi u Svjetsko prvenstvo 500cc u momčad "Team Lucky Strike Roberts", koja je koristila Yamaha YZR500 motocikle, osvaja jednu utrku (VN Britanije na stazi Donnington Park) te osvaja treće mjesto u prvenstvu. 1989. godine osvaja tri utrke, te je drugoplasirani u prvenstvu iza sunarodnjaka Eddiea Lawsona. U to vrijeme (kraj 1980.-ih i početkom 1990.-ih) su Svjetskim prvenstvom 500cc) uz Raineya su dominirali ili imali zapaženu ulogu i drugi američki motociklisti (Eddie Lawson, Kevin Schwantz, Freddie Spencer, Randy Mamola, John Kocinski, Doug Chandler). 1990. godine "Team Roberts" je dobio novog sponzora te su postali "Marlboro Team Roberts", te uz to glavna Yamahina momčad u prvenstvu. U sezonama 1990., 1991. i 1992. Wayne Rainey je trostruki svjetski prvak, osvojivši u te tri sezone 16 pobjeda. Najintenzivnije rivalstvo je imao opet s Kevinom Schwantzom (vozio Suzuki) te s Australcem Michaelom Doohanom (vozio Hondu). 
 
U sezoni 1993. nakon 12 od 15 utrka sezone Rainey je bio vodeći u prvenstvu s 11 bodova prednosti ispred Schwantza (na nekim utrkama je njegova "Yamaha" bila brendirana kao "ROC/Yamaha"). Trinaesta utrka sezone je bila za Veliku nagradu Italije na stazi u Misanu. Dok je vodio u utrci, u 10. krugu, Wayne Rainey je doživio pad s motocikla, te je ostao paraliziran, što je završilo njegovu motociklističku karijeru. Prvenstvo je na kraju sezone osvojio Kevin Schwantz. 
 
Nakon oporavka, u svijet motociklizma se Wayne Rainey vraća već 1994. godine kao voditelj momčadi "Marlboro Team Roberts" na Yamahinim motociklima u prvenstvima u klasu 500cc i 250cc. 1997. godine počinje voditi vlastitu momčad - "Yamaha Team Rainey" ("Rainey Marlboro Yamaha") u Svjetskom prvenstvu 500cc, za koji su nastupali vozači kao Norifumi Abe, Sete Gibernau, Jean-Michel Bayle i Luca Cadalora, ali je nakon sezone 1998. gasi. 1999. godine Yamaha osniva svoju tvorničku momčad u prvenstvu, s "Marlborom" kao glavnim sponzorom, u kojoj Wayne Rainey povremeno ima poziciju savjetnika. 
 
Zbog svog zdravstvenog stanja i invaliditeta te nemogućnosti natjecateljski bavljenja motociklizmom, bavio se kasnije kartingom (posebno prilagođeni superkart koji je pripremio njegov otac Sandy u prvenstvu "World SuperKart series"). 
 
Kao posebna priznanja koje je Wayne Rainey dobio, mogu se navesti: 
- 1999.- uveden u AMA Motorcycle Hall of Fame
- 2000. - organizacija FIM (fr. Fédération Internationale de Motocyclisme) ga je proglasila Grand Prix "Legend"[1]
- 2007. - uveden u International Motorsports Hall of Fame (IMHOF)
- 2008. - uveden u Motorsports Hall of Fame of America (MSHFA)
- na stazi WeatherTech Raceway Laguna Seca (na kojoj se održavaju i motociklističke utrke) je jedan zavoj nazvan "Rainey Curve" (Wayne Rainey živi u gradu Monterey, Kalifoeniji koji se nalazi u blizini staze).

Wayne Rainey je predsjednik organizacije MotoAmerica, koja je 2015. preuzela organizaciju američkih motociklističkih natjecanja (klase Superbike, Stock 1000, Supersport, Twins Cup, Junior Cup) od American Motorcyclist Association (AMA), odnosno Daytona Motorsports Group.

## Uspjesi u prvenstvima
Svjetsko prvenstvo - 500cc
- prvak: 1990., 1991., 1992.
- drugoplasirani: 1989., 1993.
- trećeplasirani: 1988.

AMA - Superbike
- prvak: 1983., 1987.
- drugoplasirani: 1986.
- trećeplasirani: 1982.

AMA - 250 Grand prix (250cc)
- trećeplasirani: 1985.

## Osvojene utrke

### Osvojene utrke u natjecanjima sa statusom svjetskog prvenstva
| sezona | prvenstvo                  | momčad                    | konstruktor | motocikl      | staza                 | osvojena utrka           | izvori                     |
| ------ | -------------------------- | ------------------------- | ----------- | ------------- | --------------------- | ------------------------ | -------------------------- |
| 1988.  | Svjetsko prvenstvo - 500cc | Team Lucky Strike Roberts | Yamaha      | Yamaha YZR500 | Donnington Park       | VN Britanije             | [ 2 ] [ 3 ] [ 4 ]          |
| 1989.  | Svjetsko prvenstvo - 500cc | Team Lucky Strike Roberts | Yamaha      | Yamaha YZR500 | Laguna Seca           | VN SAD-a                 | [ 2 ] [ 5 ] [ 6 ]          |
| 1989.  | Svjetsko prvenstvo - 500cc | Team Lucky Strike Roberts | Yamaha      | Yamaha YZR500 | Hockenheimring        | VN Njemačke              | [ 2 ] [ 5 ] [ 6 ]          |
| 1989.  | Svjetsko prvenstvo - 500cc | Team Lucky Strike Roberts | Yamaha      | Yamaha YZR500 | Assen                 | VN Nizozemske (Dutch TT) | [ 2 ] [ 5 ] [ 6 ]          |
| 1990.  | Svjetsko prvenstvo - 500cc | Marlboro Team Roberts     | Yamaha      | Yamaha YZR500 | Suzuka                | VN Japana                | [ 2 ] [ 7 ] [ 8 ]          |
| 1990.  | Svjetsko prvenstvo - 500cc | Marlboro Team Roberts     | Yamaha      | Yamaha YZR500 | Laguna Seca           | VN SAD-a                 | [ 2 ] [ 7 ] [ 8 ]          |
| 1990.  | Svjetsko prvenstvo - 500cc | Marlboro Team Roberts     | Yamaha      | Yamaha YZR500 | Misano - Santa Monica | VN Nacija                | [ 2 ] [ 7 ] [ 8 ]          |
| 1990.  | Svjetsko prvenstvo - 500cc | Marlboro Team Roberts     | Yamaha      | Yamaha YZR500 | Grobnik               | VN Jugoslavije           | [ 2 ] [ 7 ] [ 8 ]          |
| 1990.  | Svjetsko prvenstvo - 500cc | Marlboro Team Roberts     | Yamaha      | Yamaha YZR500 | Spa-Francorchamps     | VN Belgije               | [ 2 ] [ 7 ] [ 8 ]          |
| 1990.  | Svjetsko prvenstvo - 500cc | Marlboro Team Roberts     | Yamaha      | Yamaha YZR500 | Anderstorp            | VN Švedske               | [ 2 ] [ 7 ] [ 8 ]          |
| 1990.  | Svjetsko prvenstvo - 500cc | Marlboro Team Roberts     | Yamaha      | Yamaha YZR500 | Brno - Masaryk        | VN Čehoslovačke          | [ 2 ] [ 7 ] [ 8 ]          |
| 1991.  | Svjetsko prvenstvo - 500cc | Marlboro Team Roberts     | Yamaha      | Yamaha YZR500 | Eastern Creek         | VN Australije            | [ 2 ] [ 9 ] [ 10 ]         |
| 1991.  | Svjetsko prvenstvo - 500cc | Marlboro Team Roberts     | Yamaha      | Yamaha YZR500 | Laguna Seca           | VN SAD-a                 | [ 2 ] [ 9 ] [ 10 ]         |
| 1991.  | Svjetsko prvenstvo - 500cc | Marlboro Team Roberts     | Yamaha      | Yamaha YZR500 | Jarama                | VN Europe                | [ 2 ] [ 9 ] [ 10 ]         |
| 1991.  | Svjetsko prvenstvo - 500cc | Marlboro Team Roberts     | Yamaha      | Yamaha YZR500 | Paul Ricard           | VN Francuske             | [ 2 ] [ 9 ] [ 10 ]         |
| 1991.  | Svjetsko prvenstvo - 500cc | Marlboro Team Roberts     | Yamaha      | Yamaha YZR500 | Mugello               | VN San Marina            | [ 2 ] [ 9 ] [ 10 ]         |
| 1991.  | Svjetsko prvenstvo - 500cc | Marlboro Team Roberts     | Yamaha      | Yamaha YZR500 | Brno - Masaryk        | VN Čehoslovačke          | [ 2 ] [ 9 ] [ 10 ]         |
| 1992.  | Svjetsko prvenstvo - 500cc | Marlboro Team Roberts     | Yamaha      | Yamaha YZR500 | Catalunya             | VN Europe                | [ 2 ] [ 11 ] [ 12 ]        |
| 1992.  | Svjetsko prvenstvo - 500cc | Marlboro Team Roberts     | Yamaha      | Yamaha YZR500 | Magny-Cours           | VN Francuske             | [ 2 ] [ 11 ] [ 12 ]        |
| 1992.  | Svjetsko prvenstvo - 500cc | Marlboro Team Roberts     | Yamaha      | Yamaha YZR500 | Interlagos            | VN Brazila               | [ 2 ] [ 11 ] [ 12 ]        |
| 1993.  | Svjetsko prvenstvo - 500cc | Marlboro Team Roberts     | Yamaha      | Yamaha YZR500 | Shah Alam             | VN Malezije              | [ 2 ] [ 13 ] [ 14 ] [ 15 ] |
| 1993.  | Svjetsko prvenstvo - 500cc | Marlboro Team Roberts     | Yamaha      | Yamaha YZR500 | Suzuka                | VN Japana                | [ 2 ] [ 13 ] [ 14 ] [ 15 ] |
| 1993.  | Svjetsko prvenstvo - 500cc | Marlboro Team Roberts     | Yamaha      | Yamaha YZR500 | Catalunya             | VN Europe                | [ 2 ] [ 13 ] [ 14 ] [ 15 ] |
| 1993.  | Svjetsko prvenstvo - 500cc | Marlboro Team Roberts     | Yamaha      | Yamaha YZR500 | Brno - Masaryk        | VN Češke                 | [ 2 ] [ 13 ] [ 14 ] [ 15 ] |

### Ostale pobjede
| sezona | prvenstvo       | momčad                         | konstruktor | motocikl | staza                           | osvojena utrka        | izvori               |
| ------ | --------------- | ------------------------------ | ----------- | -------- | ------------------------------- | --------------------- | -------------------- |
| 1982.  | AMA - Superbike |                                | Kawasaki    | Kawasaki | Bryar Motorsports Park (Loudon) | Round 5               | [ 16 ] [ 17 ] [ 18 ] |
| 1983.  | AMA - Superbike |                                | Kawasaki    | Kawasaki | Pocono Raceway                  | Round 7               | [ 19 ] [ 17 ] [ 18 ] |
| 1983.  | AMA - Superbike | Laguna Seca Raceway            | Kawasaki    | Kawasaki | Round 8                         |                       | [ 19 ] [ 17 ] [ 18 ] |
| 1983.  | AMA - Superbike | Sears Point Raceway (Sonoma)   | Kawasaki    | Kawasaki | Round 10                        |                       | [ 19 ] [ 17 ] [ 18 ] |
| 1983.  | AMA - Superbike | Brainerd International Raceway | Kawasaki    | Kawasaki | Round 11                        |                       | [ 19 ] [ 17 ] [ 18 ] |
| 1983.  | AMA - Superbike | Seattle International Raceway  | Kawasaki    | Kawasaki | Round 12                        |                       | [ 19 ] [ 17 ] [ 18 ] |
| 1983.  | AMA - Superbike | Willow Springs Raceway         | Kawasaki    | Kawasaki | Round 13                        |                       | [ 19 ] [ 17 ] [ 18 ] |
| 1986.  | AMA - Superbike | American Honda                 | Honda       | Honda    | Brainerd International Raceway  | Round 3               | [ 20 ] [ 17 ] [ 18 ] |
| 1986.  | AMA - Superbike | American Honda                 | Honda       | Honda    | Road America (Elkhart Lake)     | Round 4               | [ 20 ] [ 17 ] [ 18 ] |
| 1986.  | AMA - Superbike | American Honda                 | Honda       | Honda    | Bryar Motorsports Park (Loudon) | Round 5               | [ 20 ] [ 17 ] [ 18 ] |
| 1986.  | AMA - Superbike | American Honda                 | Honda       | Honda    | Pocono International Raceway    | Round 6               | [ 20 ] [ 17 ] [ 18 ] |
| 1986.  | AMA - Superbike | American Honda                 | Honda       | Honda    | Laguna Seca Raceway             | Round 7               | [ 20 ] [ 17 ] [ 18 ] |
| 1986.  | AMA - Superbike | American Honda                 | Honda       | Honda    | Road Atlanta                    | Round 9               | [ 20 ] [ 17 ] [ 18 ] |
| 1987.  | AMA - Superbike | American Honda                 | Honda       | Honda    | Daytona International Speedway  | Round 1 - Daytona 200 | [ 21 ] [ 17 ] [ 18 ] |
| 1987.  | AMA - Superbike | American Honda                 | Honda       | Honda    | Road Atlanta                    | Round 2               | [ 21 ] [ 17 ] [ 18 ] |
| 1987.  | AMA - Superbike | American Honda                 | Honda       | Honda    | Brainerd International Raceway  | Round 3               | [ 21 ] [ 17 ] [ 18 ] |

### Pobjede u utrkama izdržljivosti
| sezona | prvenstvo                          | momčad                    | konstruktor | motocikl       | suvozač      | staza  | osvojena utrka | izvori               |
| ------ | ---------------------------------- | ------------------------- | ----------- | -------------- | ------------ | ------ | -------------- | -------------------- |
| 1988.  | Svjetsko prvenstvo u izdržljivosti | Team Lucky Strike Roberts | Yamaha      | Yamaha YZF 750 | Kevina Megee | Suzuka | 8h Suzuka      | [ 22 ] [ 23 ] [ 24 ] |

## Pregled karijere

### Po sezonama - cestovni motociklizam
| sezona | prvenstvo                          | momčad                    | konstruktor | motocikl                    | utrka | pobjede | postolja | 1. startna pozicija | najbrži krug | bodova    | plasman | izvori                     |
| ------ | ---------------------------------- | ------------------------- | ----------- | --------------------------- | ----- | ------- | -------- | ------------------- | ------------ | --------- | ------- | -------------------------- |
| 1982.  | AMA - Superbike                    |                           | Kawasaki    | Kawasaki                    | 10    | 1       | 6        | 3                   |              | 114       | 3.      | [ 16 ] [ 17 ] [ 18 ]       |
| 1983.  | AMA - Superbike                    |                           | Kawasaki    | Kawasaki                    | 13    | 6       | 11       | 4                   |              | 210       | 1.      | [ 19 ] [ 17 ] [ 18 ]       |
| 1984.  | Svjetsko prvenstvo - 250cc         | Marlboro Team Roberts     | Yamaha      | Yamaha TZR250 Yamaha YZR250 | 12    | 0       | 1        | 1                   | 1            | 29        | 8.      | [ 2 ] [ 25 ] [ 26 ]        |
| 1984.  | AMA - 250 Grand Prix               |                           | Yamaha      | Yamaha                      |       | 2       |          |                     |              |           |         | [ 17 ] [ 18 ]              |
| 1985.  | AMA - Formula 1                    | Maclean Racing team       | Honda       | Honda RS500                 |       | 2       |          |                     |              | 51        | 8.      | [ 17 ] [ 18 ]              |
| 1985.  | AMA - 250 Grand Prix               | Maclean Racing team       | Honda       | Honda                       |       | 5       |          |                     |              | 103       | 3.      | [ 17 ] [ 18 ]              |
| 1986.  | AMA - Formula 1                    | American Honda            | Honda       | Honda RS500                 |       | 1       |          |                     |              | 68        | 4.      | [ 17 ] [ 18 ]              |
| 1986.  | AMA - Superbike                    | American Honda            | Honda       | Honda VFR                   | 8     | 6       | 6        | 7                   |              | 131       | 2.      | [ 20 ] [ 17 ] [ 18 ]       |
| 1987.  | AMA - Superbike                    | American Honda            | Honda       | Honda VFR                   | 9     | 3       | 7        | 2                   |              | 143       | 1.      | [ 21 ] [ 17 ] [ 18 ]       |
| 1988.  | Svjetsko prvenstvo - 500cc         | Team Lucky Strike Roberts | Yamaha      | Yamaha YZR500               | 15    | 1       | 7        | 1                   | 0            | 189       | 3.      | [ 2 ] [ 25 ] [ 4 ] [ 27 ]  |
| 1988.  | Svjetsko prvenstvo u izdržljivosti | Team Lucky Strike Roberts | Yamaha      | Yamaha YZF750               |       | 1       | 1        |                     |              | 20        | 25.     | [ 22 ]                     |
| 1989.  | Svjetsko prvenstvo - 500cc         | Team Lucky Strike Roberts | Yamaha      | Yamaha YZR500               | 15    | 3       | 13       | 4                   | 1            | 210,5     | 2.      | [ 2 ] [ 25 ] [ 6 ] [ 28 ]  |
| 1990.  | Svjetsko prvenstvo - 500cc         | Marlboro Team Roberts     | Yamaha      | Yamaha YZR500               | 15    | 7       | 14       | 3                   | 6            | 255       | 1.      | [ 2 ] [ 25 ] [ 8 ] [ 29 ]  |
| 1991.  | Svjetsko prvenstvo - 500cc         | Marlboro Team Roberts     | Yamaha      | Yamaha YZR500               | 14    | 6       | 13       | 6                   | 8            | 233 (240) | 1.      | [ 2 ] [ 25 ] [ 10 ] [ 30 ] |
| 1992.  | Svjetsko prvenstvo - 500cc         | Marlboro Team Roberts     | Yamaha      | Yamaha YZR500               | 12    | 3       | 8        | 0                   | 3            | 140       | 1.      | [ 2 ] [ 25 ] [ 12 ] [ 31 ] |
| 1993.  | Svjetsko prvenstvo - 500cc         | Marlboro Team Roberts     | Yamaha      | Yamaha YZR500               | 12    | 4       | 9        | 1                   | 4            | 214       | 2.      | [ 2 ] [ 25 ] [ 14 ] [ 15 ] |

### Po natjecanjima - cestovni motociklizam
| sezone        | prvenstvo               | klasa                | konstruktor    | sezona | utrka | pobjede | postolja | 1. startna pozicija | najbrži krug |  |
| ------------- | ----------------------- | -------------------- | -------------- | ------ | ----- | ------- | -------- | ------------------- | ------------ |  |
| 1982. – 1987. | AMA                     | Superbike            | Kawasaki Honda | 4      | 40    | 16      | 30       | 16                  |              |  |
| 1984.         | Svjetsko prvenstvo (GP) | 250cc                | Yamaha         | 1      | 12    | 0       | 1        | 1                   | 1            |  |
|               | AMA                     | 250 Grand Prix 250cc | Yamaha Honda   |        |       | 7       |          |                     |              |  |
|               | AMA                     | Formuula 1           | Honda          |        |       | 3       |          |                     |              |  |
| 1988. – 1993. | Svjetsko prvenstvo (GP) | 500cc                | Yamaha         | 6      | 83    | 24      | 64       | 15                  | 22           |  |

## Vanjske poveznice
- (engl.) motogp.com, Wayne Rainey  Arhivirana inačica izvorne stranice od 20. srpnja 2017. (Wayback Machine)
- (engl.) imdb.com, Wayne Rainey